# Schloss Třebušín

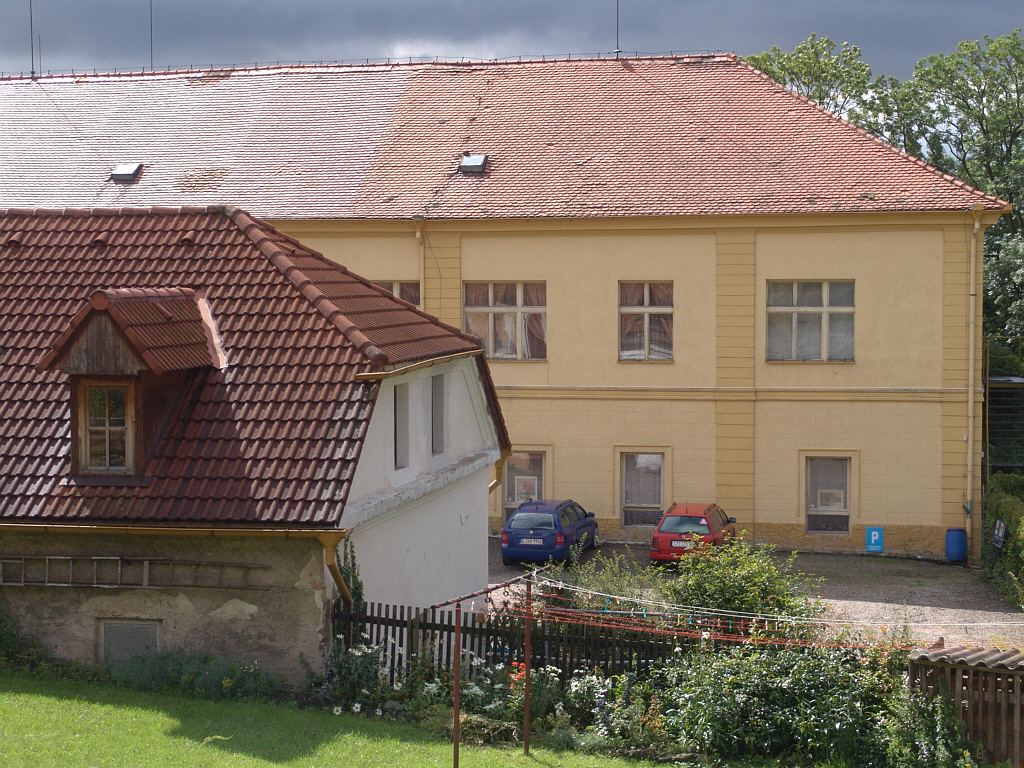
Schloss Třebušín, Teilansicht

Das Schloss Třebušín (deutsch Schloss Triebsch, tschechisch Zámek Třebušín) befindet sich in der Gemeinde Třebušín, Okres Litoměřice, Tschechien.

## Geschichte

### 11.–19. Jahrhundert
Der Schlossverwalter (Bleh) von Litoměřice hatte seinen Wohnsitz in Triebsch und „residierte in einen Magnatshof, der durch einen Graben und eine Befestigung verschanzt“ war. Gemäß an dieser Stelle gefundener Keramik lässt sich die Erbauung des Magnatshofes ungefähr in die Mitte des 12. Jahrhunderts belegen. Um 1200 war das Anwesen jedoch verwüstet.
Triebsch kam ab 1282 unter den Einfluss des Deutschritter-Ordens, welcher ab 1257 ein Herrenhaus am Ort hatte. Um 1384 gab es im Ort einen Magnatshof oberhalb der Kirche („Bleh von Trebuson“) und das Herrenhaus der Deutschritter (Renaissance-Festung), das spätere Schloss. Unter der Herrschaft der Familie von Wartberg (Wartenberg) 1496 bis 1540 wurde das Herrenhaus in ein Schloss umgebaut. Während mehrerer Einfälle schwedischer Heere im Dreißigjährigen Krieg wurde das Dorf und besonders die alte romanische Kirche samt Turm sehr beschädigt. Das Schloss wurde bis auf die Grundmauern niedergebrannt.
Baron Franz Karl Kressel von Qualtenberg „baute ein neues Schloss“ in der Ortsmitte, welches später durch Anbau und Aufstockung erweitert und verschönert wurde. Der Umbau des Triebscher Herrenhauses/befestigten Schlösschen in ein kleines Barockschloss begann etwa 1710. Als Baumeister wird Octavian Broggio angenommen – der auch als Baumeister der Kirche angesehen wird. Damals entstand der heutige Nordflügel (unter dem die Grundmauern der ersten Triebscher Kapelle liegen). Dieser neue Teil war einstöckig. Die Adelsfamilie Kressl von Qualtenberg hielt Trebusin bis 1802 in ihrem Besitz, dann vererbte die Witwe Josefina es ihrem Neffen Franz Karl von Puteani. Nach dem Tod Franz Karl von Puteanis führte seine Witwe Antonie, geborene Morzini, das Triebscher Schloss. Im Jahre 1860 ließ sie den Ostflügel erweitern und renovieren. Im Jahre 1899 kam es zu weiteren Bauänderungen. Es ist möglich, dass zu dieser Zeit aus dem einstöckigen Nordflügel ein doppelgeschossiges Zweiflügel-Schloss entstand. Das Gebäude misst je Flügel ca. 35 m und erreicht eine Fassadenhöhe von 9 bis 11 m (ohne Dach).

### 20. Jahrhundert
Adele von Puteani verkaufte 1913 den Familienbesitz samt Park und dem Gut an ihre Cousine Helene geborene Uhlemann und deren Ehemann Hans Georg Männel. Das Schloss wurde in dem Jahr gründlich renoviert und diente als Familienwohnsitz. Die erste Warmwasserheizung, die ersten Badezimmer und „Wasserklosetts“ des Landkreises wurden installiert. Männel starb 1922 an einem Herzleiden. Seine Frau und die gesamte Großfamilie verblieben in Triebsch bis Ende des Zweiten Weltkrieges, als alle deutschsprachigen Einwohner der Gegend aufgrund der Beneš-Dekrete vertrieben wurden. Danach wurde das Schloss als Flüchtlingslager genutzt. Später wurde es zur Schule umfunktioniert. 
1991 stand das Schloss zum Verkauf. H.C. Meraldi geb. Männel de Garrigues pachtete es zunächst von der Gemeinde Trebusin; als es die politische Lage erlaubte, kaufte sie es der Gemeinde ab und baute es zu einem Hotel um. 2014 erfolgte eine Umbenennung in „Zámek Třebušín“. H.C. Meraldi starb 2005. Das Schloßhotel Hubertus existierte bis 2010. Heute (2019) wird es als Ferienschloss vermietet.